# اشتفان شفر
اشتفان شفر (انگلیسی: Stefan Schäfer؛ زادهٔ ۶ ژانویهٔ ۱۹۸۶) دوچرخه‌سوار اهل آلمان است.